# Hakenkreuzarmbinde
Die Hakenkreuzarmbinde wurde im Jahr 1920 von den frühen Nationalsozialisten als Kampfbinde eingeführt. Dabei übernahmen sie das Hakenkreuz von der antisemitisch geprägten Völkischen Bewegung. Zunächst diente diese Armbinde zur Kennzeichnung der Parteimitglieder der NSDAP, da diese mit unterschiedlicher Straßenkleidung und den verschiedensten umgearbeiteten Uniformstücken aus dem Ersten Weltkrieg oder den Freikorps ausgestattet waren und häufig nicht von den politischen Gegnern zu unterscheiden waren. Ab 1925 wurde die Armbinde „Sturmbinde“ genannt, aber bis zur bedingungslosen Kapitulation am 8. Mai 1945 wurden beide Bezeichnungen verwendet. Bis dahin gab es etwa 38 Varianten dieser Armbinde.
Diese Armbinde war ein signifikantes Kennzeichen der nationalsozialistischen Funktionsträger während der Zeit des Nationalsozialismus. Außerhalb des Deutschen Reiches wurde die Uniformen-Vorliebe der Nationalsozialisten mitsamt ihrer Armbinde häufig karikiert, so zum Beispiel in Charlie Chaplins Spielfilm Der große Diktator.
In den letzten Kriegswochen diente die Hakenkreuzarmbinde teilweise auch als Uniformersatz des Volkssturms, obwohl dieser durch eine eigene Armbinde gekennzeichnet war.
Mit dem Kontrollratsgesetz Nr. 2 wurden sämtliche nationalsozialistischen Organisationen aufgelöst und verboten. Bis heute ist nach § 86a Abs. 1 Nr. 4 StGB Verwenden von Kennzeichen verfassungswidriger Organisationen das Abbilden und Tragen dieser Armbinde mit Ausnahme der historischen Dokumentation in Deutschland, Österreich und anderen Staaten verboten.

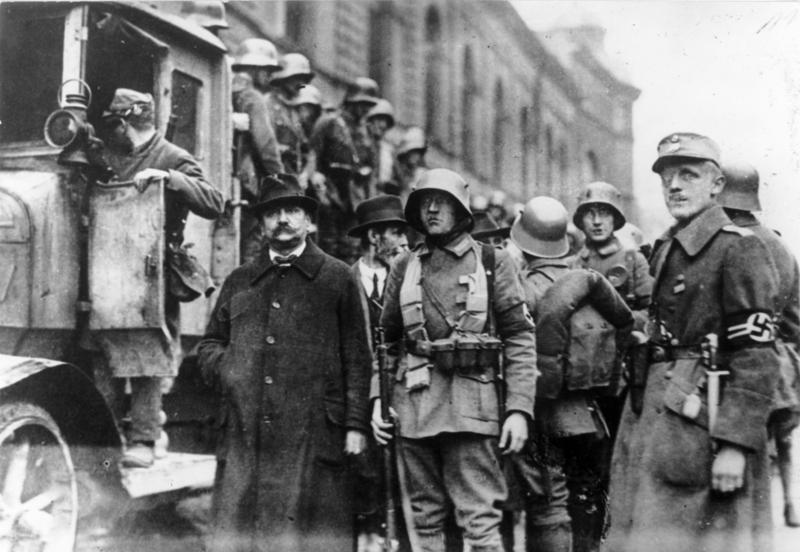
Unterstützer des Hitlerputsches mit Hakenkreuzarmbinden, bei der Verhaftung von Stadträten

## Beschreibung und Beispiele
Die Hakenkreuzarmbinde der NSDAP bestand aus rotem Wollstoff, in dem mittig ein weißer Kreis mit schwarzem Hakenkreuz („Hakenkreuzspiegel“) angebracht war. Die zahlreichen Untergliederungen der NSDAP hatten oft eigene Kampfbinden, deren Grundmuster jedoch immer gleich war, wie beispielsweise
- die Sturmabteilung (SA)
- die Schutzstaffel (SS)
- die Hitlerjugend (HJ) und
- die Politischen Leiter.

## Abweichende Formen
Die Armbinden mussten den parteiamtlichen Vorschriften der NSDAP entsprechen. Mitglieder, die sich den Bezug über einen Schneider finanziell nicht leisten konnten, durften ihre Armbinden selbst herstellen. Diese mussten von einer übergeordneten Stelle (in der Regel von einem Ortsgruppenleiter oder Kreisleiter) genehmigt werden und erhielten einen Stempelabdruck auf der linken Seite der Armbinde, wobei der Stempel den Kreis und das rote Grundfeld überschnitt.
Auch die Mitglieder der NSDAP-Parteibereitschaft trugen eine solche, etwas schmaler ausgelegte Armbinde. Diese war gewebt und trug in schwarz die gedruckte Aufschrift NSDAP-Parteibereitschaft.

## Frühe Sonderarmbinden
Für den am 13. Mai 1922 gegründeten „Jugendbund der NSDAP“, der eine SA-ähnliche Uniform trug, wurde 1924 eine eigene Armbinde eingeführt. Diese wurde später von der Hitlerjugend übernommen.
Vor der Einführung der Dienstgradabzeichen und Schulterstücke wurde seit 1921 in den NS-Organisationen die Rangstellung des Trägers anhand verschiedener Querstreifen und Farben dargestellt.

### Sturmabteilung (SA)
(einschließlich der Motor-SA und der „nationalsozialistischen Arbeiter-Jugend“/Hitlerjugend)
1. SA-Mann: keine Streifen; normale NS-Armbinde
2. Zugführer: zwei silberne (weiße) Streifen
3. Hundertschaftsführer: drei silberne Streifen
4. Regimentsführer: vier silberne Streifen
5. Gruppenführer: ein goldener Streifen[5]
6. Reichsführer SA: drei goldene Streifen und zwei schmale goldene Randstreifen[6]

### Schutzstaffel (SS)
1. SS-Mann: normale SS-Armbinde
2. Stellvertretender örtlicher SS-Führer: 1 weißer Streifen
3. Örtlicher SS-Führer (Staffelführer): 1 goldener Streifen
4. Stellvertretender Gau SS-Führer: 2 weiße Streifen
5. Gau SS-Führer (Oberführer): 2 goldene Streifen
6. Stellvertretender Reichsstaffelführer: 3 weiße Streifen
7. Reichsstaffelführer (Reichsführer): 3 goldene Streifen

Diese Armbinden wurden bis 1930 verwendet und fielen mit der Einführung der Dienstgrad-Spiegel weg, die 1933 zusätzlich um Schulterstücke ergänzt wurden.

### Reserve-Einheiten ab 1934
Die Reserve-Einheiten der SA, SS usw. trugen ab 1934 ebenfalls besondere Armbinden:
1. Angehörige der SA-Reserve trugen Armbinden, die an den Rändern einen ca. 1 cm breiten grauen Streifen hatten.[5] Diese Armbinde wurde auch von den anderen NS-Organisationen mit Ausnahme der HJ und der SS verwendet.
2. Angehörige der SS-Stammabteilungen und der -Reserve trugen die SS-Armbinde. Bei Angehörigen der Stammabteilungen waren die schwarzen Streifen der SS-Armbinde grau und bei der SS-Reserve weiß gehalten.
3. Angehörige der HJ-Reserve trugen die HJ-Armbinde, die, wie die SA-Reserve-Armbinde, an den Rändern mit einem 1 cm breiten Streifen eingefasst war.
4. Angehörige der sogenannten „SA-Wehrsport-Gemeinschaften“ trugen eine rote Armbinde mit weißem Kreis, in dem das SA-Wehrabzeichen in Grün dargestellt war.[5]

## Parodien

Doppelkreuz

Außerhalb des nationalsozialistischen Deutschen Reiches wurde dieses Kennzeichen mitsamt den NS-Uniformen karikiert, das bekannteste Beispiel ist das Doppelkreuz in Chaplins Film Der große Diktator. Dort ist das Hakenkreuz als Uniformbestandteil zu einem dunklen Oval mit zwei senkrecht untereinander angeordneten, leicht versetzten weißen Andreaskreuzen geworden. Das Doppelkreuz spielt auf den englischen Begriff double-cross für „betrügerisches Doppelspiel“ an. Auch die Armbinde über den Mänteln trägt dieses abgewandelte Symbol.